# Philippe Cuénoud
Philippe Cuénoud (nacido en 1968) es un entomólogo y botánico suizo viviendo en Ginebra, que trabajó sobre los psocopteros de Suiza (con Charles Lienhard) y Papua Nueva Guinea (de los cuales describió las especies Novopsocus caeciliae y  N. magnus) así como la filogenia vegetal (con Pierre-André Loizeau, Rodolphe Spichiger, Vincent Savolainen y Mark Chase).
Colaboró en particular con el proyecto IBISCA ("Investigating the Biodiversity of Soil and Canopy Arthropods"), un programa de investigación dirigido por Bruno Corbara, Maurice Leponce, Hector Barrios y Yves Basset (con el apoyo inicial de Edward O. Wilson) lo que permitió comprender mejor la biodiversidad del bosque tropical de San Lorenzo, en la costa caribeña del istmo de Panamá (en un artículo escrito por el equipo de IBISCA y presentado en la portada de la prestigiosa revista científica Science, el número total de las especies de artrópodos en el bosque se estima en alrededor de 25,000).

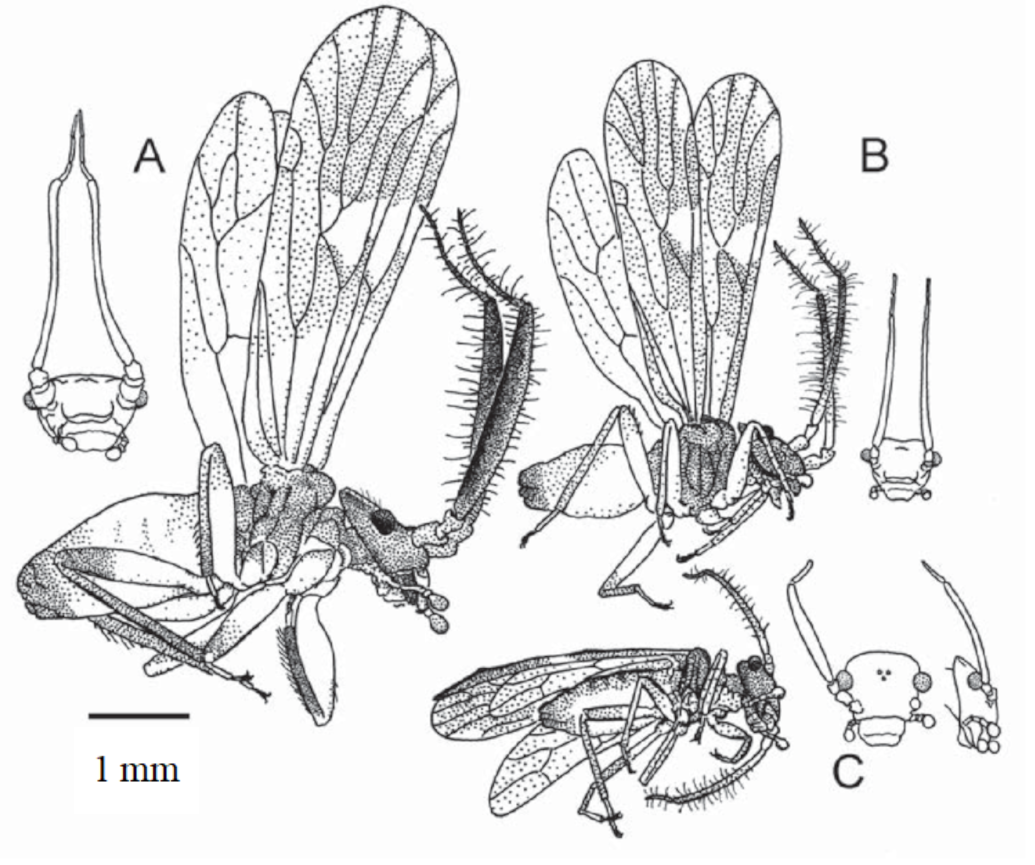
Las tres especies de Novopsocus. A. N. magnus, B. N. stenopterus, C. N. caeciliae.